# James Bell
James Tahj Mainor-Bell (ur. 7 stycznia 1992 w Plainfield) – amerykański koszykarz, występujący na pozycji niskiego skrzydłowego, od 2022 zawodnik Passlab Yamagata Wyverns.
W 2010 został zaliczony do III składu USA Today’s All-USA oraz IV składu Parade All-American.
W 2014 reprezentował Charlotte Hornets, a w 2017 Los Angeles Clippers podczas rozgrywek letniej ligi NBA w Las Vegas.
16 lipca 2023 przedłużył umowę z japońskim zespołem Passlab Yamagata Wyverns.

## Osiągnięcia
Stan na 25 listopada 2023, na podstawie, o ile nie zaznaczono inaczej.
NCAA
- Uczestnik rozgrywek:
  - II rundy turnieju NCAA (2014)
  - turnieju:
    - Portsmouth Invitational Tournament (2014)
    - NCAA (2011, 2013, 2014)
- Mistrz sezonu regularnego konferencji Big East (2014)
- MVP turnieju Battle 4 Atlantis (2014)
- Laureat nagrody Robert V. Geasey Trophy (2014)[3]
- Zaliczony do I składu:
  - Big East (2014)
  - turnieju Battle 4 Atlantis (2014)

Drużynowe
- Mistrz:
  - Eurocup (2018)
  - Czarnogóry (2019)
- Wicemistrz Ligi Adriatyckiej (2019)
- Brązowy medalista mistrzostw Polski (2022)[4]
- Zdobywca Pucharu Czarnogóry (2019)

Indywidualne
- Zaliczony do:
  - I składu ligi izraelskiej (2017)
  - III składu EBL (2022 przez dziennikarzy)[5]

Reprezentacja
- Uczestnik mistrzostw świata U–19 (2011 – 5. miejsce)[6]